# كايل جيبسون
كايل جيبسون (بالإنجليزية: Kyle Gibson)‏ (و. 1987  م) هو لاعب كرة قاعدة، من الولايات المتحدة، ولد في غرينفيلد، يلعب كمرسل مطلق ‏.

## روابط خارجية
- كايل جيبسون على موقع دوري كرة القاعدة الرئيسي (الإنجليزية)
- كايل جيبسون على موقعبيزبول رفرنس.كوم (الدوري الرئيسي) (الإنجليزية)
- كايل جيبسون على موقعبيزبول رفرنس.كوم (الدوري الثانوي) (الإنجليزية)
- كايل جيبسون على موقع إي إس بي إن.كوم (أم.أل.بي) (الإنجليزية)
- كايل جيبسون على موقع مشجعي الرسوم البيانية (الإنجليزية)